# Atkinson-Kliffs
Die Atkinson-Kliffs sind hohe und 6,5 km lange Kliffs an der Pennell-Küste des ostantarktischen Viktorialands. Sie ragen zwischen den unteren Abschnitten des Fendley-Gletschers und des Pitkevitch-Gletschers auf.
Erstmals kartiert wurden sie von der Nordgruppe der Terra-Nova-Expedition (1910–1913). Benannt sind sie nach dem britischen Arzt Edward Atkinson (1881–1929), Chirurg der Forschungsreise.